# Deno (Software)
Deno ist eine Laufzeitumgebung für JavaScript und TypeScript, die auf der V8-JavaScript-Engine basiert und in Rust geschrieben wurde. Sie wurde von Ryan Dahl erschaffen, dem ursprünglichen Schöpfer von Node.js. Sie wurde 2018 von Dahl in seinem Vortrag „10 Things I Regret About Node.js“ (deutsch: „10 Dinge, die ich an Node.js bereue“) angekündigt. Deno vereint sowohl Laufzeitumgebung als auch Paketverwaltung in einem Programm.

## Geschichte
Deno wurde auf der JSConf EU 2018 von Ryan Dahl in seinem Vortrag „10 Things I Regret About Node.js“ (deutsch: „10 Dinge, die ich an Node.js bereue“) angekündigt. In dem Vortrag schildert Ryan, dass er einige Designentscheidungen bei Node.js bereut, dass er keine Promises im API-Design benutzt, das Verwenden des legacy GYP building system, den node_modules Ordner und die package.json, Dateinamenserweiterungen wegzulassen, die automatische Modulauflösung mit der index.js und das Auflösen der Sandbox von V8. Schließlich präsentierte er den Prototyp von Deno.
Deno war ursprünglich in Go geschrieben, wurde aber bald nach Rust übersetzt. Grund dafür waren Bedenken wegen der doppelten Laufzeitumgebung (der von Go und Deno selbst) und Garbage Collection.
Im November 2018 wurde eine Standardbibliothek erstellt, die an die Go-Standardbibliothek angelehnt war, die umfangreiche Werkzeuge bereitstellte, um Probleme mit den Node.js-Abhängigkeitsbäumen zu lösen.
Die Version 1.0 von Deno wurde am 13. Mai 2020 veröffentlicht.

## Vergleich mit Node.js
Deno und Node.js sind beides Laufzeitumgebungen basierend auf Googles V8-JavaScript-Engine, die auch in Google Chrome verwendet wird. Beide haben interne Ereignisschleifen und können über die Kommandozeile aufgerufen werden, um Skripte und Hilfsbefehle auszuführen.
Sie unterscheiden sich vor allem in folgenden Punkten:
1. Deno nutzt ES Modules als standard Module-System, statt CommonJS.
2. Für Abhängigkeiten nutzt Deno URLs, ähnlich wie Webbrowser.
3. Deno enthält einen integrierten Paketmanager, daher wird npm nicht benötigt.
4. Deno ist kompatibler mit Webbrowsern und unterstützt ein breites Spektrum an Web APIs.
5. Der Zugriff auf das Dateisystem und Netzwerk ist durch die Sandbox in Deno kontrollierbar.[6]
6. Deno unterstützt Promises, ECMAScript ES6 und TypeScript.[6]
7. Trotz der großen Standardbibliothek hat Deno einen kleineren Kern.
8. Deno nutzt für die Systemzugriffe spezielle Nachrichtenkanäle.

## Benutzung
Der folgende Befehl führt die TypeScript-Datei main.ts ohne Lese-, Schreib- oder Netzwerkzugriff (Sandbox mode) aus:
```
deno
 
run
 
main.ts

```

Zugriff aufs Dateisystem oder Netzwerk kann über bestimmte Attribute gewährt werden:
```
deno
 
run
 
--allow-read
 
--allow-net
 
main.ts

```

Um den Abhängigkeitsbaum des Skriptes anzuzeigen, kann der info Unterbefehl genutzt werden:
```
deno
 
info
 
main.ts

```

Ein einfaches Hallo-Welt-Programm sieht in Deno (wie auch in Node.js) wie folgt aus (das könnte z. B. in der main.ts stehen):
```
console
.
log
(
"Hello world"
);

```

Um die Deno eigene API zu benutzen, wird ein spezieller, globaler Namensraum genutzt, den es in Browsern nicht gibt. Das Unix cat Programm könnte wie folgt programmiert werden:
```
/* cat.ts */

/* Deno APIs werden über den Namensraum `Deno` bereitgestellt. */

const
 
{
 
stdout
,
 
open
,
 
copy
,
 
args
 
}
 
=
 
Deno
;

// await wird auf oberster Ebene unterstützt

for
 
(
let
 
i
 
=
 
0
;
 
i
 
<
 
args
.
length
;
 
i
++
)
 
{

    
const
 
filename
 
=
 
args
[
i
];
 
// Enthält das Kommandozeilenargument

    
const
 
file
 
=
 
await
 
open
(
filename
);
 
// Öffnet die entsprechende Datei zum Auslesen

    
await
 
copy
(
file
,
 
stdout
);
 
// Führt ein asynchrones kopieren von `file` nach `stdout` durch.

}

```

Die Deno.copy Funktion oben funktioniert so wie Gos io.Copy, während stdout (Standardausgabe) das Ziel ist und file die Quelle.
Um das Programm auszuführen, werden Leserechte auf dem Dateisystem benötigt:
```
deno
 
run
 
--allow-read
 
cat.ts
 
myfile

```

Das folgende Deno-Skript implementiert einen einfachen HTTP-Server:
```
// Importiert `serve` von der Deno Standardbibliothek über eine URL.

import
 
{
 
serve
 
}
 
from
 
"https://deno.land/std@v0.21.0/http/server.ts"
;

// `serve` Funktion gibt einen asynchronen Iterator zurück, der nach und nach die Anfragen zurückgibt

for
 
await
 
(
const
 
req
 
of
 
serve
({
 
port
:
 
8000
 
}))
 
{

    
req
.
respond
({
 
body
:
 
"Hello World\n"
 
});

}

```

Wenn das Programm ausgeführt wird, lädt Deno automatisch die Standardbibliothek herunter, cacht sie und kompiliert den Code.